# لولا نایمارک
لولا نایمارک (به انگلیسی: Lola Naymark) (زاده ۵ آوریل ۱۹۸۷) بازیگر فرانسوی است.
از کارهای معروف او می‌توان به بازی در فیلم تغییرات کازانووا اشاره کرد.